# ピポブ・オンモ
ピポブ・オンモ（タイ語: พิภพ อ่อนโม้、英語: Pipob On-Mo, 1979年4月22日 - ）は、タイ王国・ピチット県出身の元同国代表プロサッカー選手。現役時代のポジションはFW。

## 所属クラブ
- BECテロ・サーサナFC 1998-2004
- チョンブリーFC 2005-2018

## 獲得タイトル
- AFC U-17選手権1998
- タイ・プレミアリーグ
  - 2000, 2001-02, 2007
- タイFAカップ
  - 2000, 2010
- コー・ロイヤルカップ
  - 2001, 2008, 2009, 2011, 2012